# Rasán
Rasán es una marca deportiva dedicada a la fabricación y distribución de ropa y complementos deportivos. Pertenece a la empresa Profi Creaciones Deportivas, S.L. Nació en 1978 para satisfacer las necesidades de los clubes y deportistas. Ha colaborado con equipos profesionales, nacionales e internacionales en una gran cantidad de deportes.
Sus máximos reconocimientos han venido de la mano del balonmano, además de sumar múltiples podios en diferentes campeonatos internacionales, son campeones del mundo de 2005 en Túnez y 2013 en España, bronce en las olimpiadas de Pekín de 2008 y Londres 2012 con la Selección de balonmano de España.
En la actualidad son proveedores oficiales de federaciones nacionales e internacionales de material deportivo. Estando presente como balón oficial en distintas competiciones de balonmano, como el equipaje arbitral de distintos deportes.

## Proveedor oficial

### Fútbol
Rasán es el proveedor oficial de la Federación de Fútbol de la Comunidad Valenciana desde el 2022 y también del Club Deportivo Alcoyano de Segunda División B de España.

### Balonmano
Rasán es el proveedor oficial de la selección de balonmano de Angola, y del Club Balonmano Puerto Sagunto, del Club Balonmano Huesca y de la Asociación Deportiva Ciudad de Guadalajara de la Liga Asobal.

### Voleibol
Rasán es el proveedor oficial del Melilla Sport Capital de la Superliga.